# Dino Špehar
Dino Špehar (Osijek, 8 febbraio 1994) è un calciatore croato, attaccante del Rudeš.

## Biografia
Anche suo padre Robert è stato un calciatore.

## Carriera

### Club
Nella stagione 2010-2011 ha giocato 15 partite in massima serie, segnando un gol, con la maglia dell'Osijek. Quel gol, datato 13 novembre 2010, lo ha reso il più giovane marcatore del campionato croato: 16 anni e 278 giorni. Il record gli è rimasto per una settimana, battuto da Mateo Kovačić.
Il 31 agosto 2011 viene acquistato a titolo definitivo per 500.000 euro dalla squadra croata della Dinamo Zagabria.

### Nazionale
Ha giocato nelle nazionali giovanili croate Under-16, Under-17, Under-18 ed Under-19.

## Palmarès

### Club

#### Competizioni nazionali
- Coppa di Croazia: 1

Dinamo Zagabria: 2011-2012
- Campionato croato: 1

Dinamo Zagabria: 2011-2012